# Broken (Blue)
Broken è un singolo dei Blue, estratto dall'album Roulette, realizzato il 25 luglio 2014.

## Tracce
1. Broken – 3:56